# Ставичаны
Ставичаны (укр. Ставичани) — село в Славутском районе Хмельницкой области Украины.
Население по переписи 2001 года составляло 407 человек. Почтовый индекс — 30045. Телефонный код — 3842. Занимает площадь 1,23 км². Код КОАТУУ — 6823987101.

## История
В 1946 г. указом ПВС УССР село Чернокалы переименовано в Ставичаны.

## Местный совет
30081, Хмельницкая обл., Славутский р-н, с. Ставичаны